# Герб Сумського району
Герб Сумсько́го райо́ну — офіційний символ Сумського району Сумської області, затверджений 10 лютого 2004 року рішенням Сумської районної ради.

## Опис
Гербовий щит має форму прямокутника з півколом в основі. Щит розділений на дві частини: у верхній на блакитному полі на пагорбі стоїть біла церква з золотими куполами. У нижній частині на зеленому полі два навхрест покладені жовті снопи жита. На щиті з повністю заокругленою нижньою частиною зображені геральдичні фігури, які відображають історичне значення та сьогодення району.
Церква Різдва Богородиці в селі Юнаківка, зведена у 1793–1806 роках, у стилі класицизму, — визначна пам'ятка архітектури не лише району, а й всієї України, — відображає багаті духовні традиції краю, його відродження. Церква, розташована майже на кордоні з Російською Федерацією, уособлює православну єдність слов'янських народів, є своєрідною духовною брамою до України.
Снопи жита відображають сільське господарство, в якому переважно зайняті місцеві мешканці, а зелене поле уособлює багатство та родючість земель району.
Герб району, згідно з правилами сучасного українського місцевого гербоутворення, вписано у декоративний картуш з дубового листя золотого кольору, оскільки дуб — символ міцності і довголіття.